# Sutherlandia humilis
Sutherlandia humilis är en ärtväxtart som beskrevs av Edwin Percy Phillips och Robert Allen Dyer. Sutherlandia humilis ingår i släktet Sutherlandia och familjen ärtväxter. Inga underarter finns listade i Catalogue of Life.